# ترفلونز
ترفلونز (به فرانسوی: Tréflévénez) یک کمون در فرانسه است که در Canton of Ploudiry واقع شده‌است.

## خصوصیات
ترفلونز ۹٫۶۵ کیلومترمربع مساحت و ۲۸۴ نفر جمعیت دارد.